# Крапов Юрій Миколайович
Юрій Миколайович Крапов «Крапік» — український актор студії Квартал-95 та телеведучий («Неймовірна колекція містера Ріплі» і «Галілео»). Грав у командах КВК: «Криворізька шпана», «Запоріжжя — Кривий Ріг — Транзит» та «95-й квартал».

## Біографія
Юрій Крапов народився 13 вересня 1973 року в місті Кривий Ріг. Батько, за професією інженер-електрик, мати — вчитель історії, яка обіймала посаду завуча школи, де навчався Юра до восьмого класу. В 16 років Юрій перейшов у Суворовське училище. У 1991 році вступає до Криворізький гірничорудний інститут на електротехнічний факультет. 
Ще в Суворовському Крапов активно брав участь у різній самодіяльності, а з другого курсу інституту разом із Юрієм Корявченковим долучився до студентського театру естрадних мініатюр «Коротке замикання». Пізніше творчий колектив об'єднується зі СТЕМом «Безпритульний», художнім керівником якого на той момент був Олександр Пікалов. Потім була участь в команді «Криворізька шпана». Трохи пізніше Юрія разом із Володимиром Зеленським і друзями запросили до складу команди КВН «Запоріжжя — Кривий Ріг — Транзит», котра у 1997 році стає чемпіоном Вищої Ліги. 
1998 група створює власну команду «95 квартал». З 1999 по 2003 рік «95 квартал» виступає у Вищій Лізі КВН та у Вищій Відкритої Української ліги КВН. Весь цей час Юрій опановував професію електрика: працював спочатку на шахті фахівцем клітьового спуску підйому, потім на Коксохімічному заводі. Здобув фах гірничого інженера. Працював фотографом, пізніше два роки — фотооператором, друкував знімки. 2005 року Юрій остаточно переїжджає в Київ.

## Сімейний стан
З 2010 року Юрій Крапов одружений: дружина Людмила, син Костянтин.

## Цікаві факти
- Є захисником футбольної команди зірок «Маестро».
- Полюбляє риболовлю, його захоплення підтримує Валерій Жидков.
- Тримає вдома кішку (порода: шотландська висловуха), скорпіона Тру-Тру і папугу.
- Зріст: 176 см.

## Фільмографія
- 2005 — Три мушкетери
- 2009 — Як козаки…
- 2012 — Байки Мітяя
- 2015 — Слуга народу — Голова Фіскальної служби
- 2019 — Angry Birds у кіно 2 — актор дубляжу (Бомб)

## Телебачення
- «Вечірній квартал»
- «Пороблено в Україні»
- «Неймовірні історії Ріплі»
- «Україно, вставай!»
- «Галілео»

## Вислови
« — І що для вас „Квартал“? Робота? Творчість? Може, просто компанія?» 
 — Це все моє життя. Іншого життя, інших людей та інших інтересів у мене просто немає. Це моя сім'я. Ми про «95-му кварталі» не думаємо як про роботу, ми одночасно працюємо і вчимося. Складно сказати, що мені дав цей проєкт. Швидше, що я можу йому щось дати.

«Вечірній квартал» — це, перш за все, група друзів, і лише потім вже — комерційний проєкт. Ми були і залишаємося один для одного сім'єю. Сподіваюся, назавжди.